# Ehire Adrianza
Ehire Enrique Adrianza Palma (nacido en Guarenas, Miranda, el 21 de agosto de 1989) es un jugador de béisbol profesional venezolano. Juega en las posiciones SS y 2B, de los Minnesota Twins de la Grandes Ligas de Béisbol (MLB). En Venezuela juega con el equipo Tiburones de La Guaira.

## Carrera como beisbolista

#### 2006
Comenzó su carrera profesional en 2006, jugando para los DSL Giants y obtuvo un promedio de bateo .156 en 122 turnos al bate. 

#### 2007
En 2007, se volvió a jugar para los DSL Giants, mejorando su promedio de bateo a .241 en 249 turnos al bate, robando 23 bases en 29 intentos.

#### 2008
Jugó en los Estados Unidos por primera vez en 2008, la división de la temporada entre los tres equipos - el AZL Gigantes (15 partidos), los Salem Keizer Volcanoes (un juego) y los Fresno Grizzlies (dos juegos). En general, se alcanzó un combinado de .288 en 66 turnos al bate.

#### 2009
Después de batear .258 en 388 turnos al bate para los Augusta Greenjackets en 2009, Adrianza ayudó a los San José Giants a ganar el Campeonato de la Liga de California en 2010. Bateó para .256 en 445 turnos al bate, robo 33 bases en 48 intentos.
En Venezuela comenzó su carrera con los Tiburones de La Guaira.

#### 2011
Se quedaría en San José Giants durante la mayor parte de la temporada 2011. En 2011, bateó para .300 Ehire con 3 cuadrangulares y 27 impulsadas.

#### 2013
Adrianza hizo su debut en Grandes Ligas el 8 de septiembre de 2013, contra los Diamondbacks de Arizona, y al hacerlo se convirtió en el número 300 de Venezuela para jugar en las Grandes Ligas. Entró en el juego como corredor emergente en la 11.ª entrada y anotó la carrera del triunfo en la victoria por 3-2.
Adrianza conectó su primer jonrón de su carrera el 22 de septiembre de 2013 contra los Yankees de Nueva York. Se disolvió una no-hit empujado por Andy Pettitte en su última apertura en el Yankee Stadium.

#### 2014 - 2015
Apareció en 105 partidos en las campañas 2014-2015 con Gigantes de San Francisco, la conducción en 16 carreras y tomando el campo principalmente como un jugador de cuadro medio.
En la LVBP pasa a formar parte de los Caribes de Anzoátegui en un cambio que involucró al lanzador Brayan Villarreal.

#### 2016
El 9 de abril de 2016, Adrianza homered de Clayton Kershaw por su segundo jonrón de su carrera. 
Adrianza y los Gigantes de San Francisco evitaron el arbitraje salarial el 3 de diciembre, acordando un contrato por un año, $ 600.000.

#### 2017
El 31 de enero de 2017, Adrianza fue reclamada por los Cerveceros de Milwaukee. Adrianza fue designado posteriormente para la asignación el 2 de febrero de 2017.
El 6 de febrero, fue reclamado por los Mellizos de Minnesota.
El 31 de marzo de 2017,	Mellizos de Minnesota ponen al SS Ehire Adrianza en la lista de deshabilitado de 10 día con retroactivo al 30 de marzo de 2017. El 21 de abril de 2017,	Mellizos de Minnesota envían a Ehire Adrianza a una asignación de rehabilitación al Fort Myers Miracle de la Florida State League de la Clase A Avanzada (Fuerte) hasta el 23 de abril de 2017.
El 25 de abril de 2017,	envían a Ehire Adrianza a una asignación de rehabilitación al Rochester Red Wings de la International League de la clase Triple A.
El 6 de mayo de 2017, Ehire Adrianza hace su debut con los Mellizos de Minnesota en la MLB. Jugó en 70 Partidos, con un AVG de .265, produciendo 2 jonrones, 43 Hit, 24 carreras impulsadas y 30 carreras anotadas. hasta el 1 de octubre de 2017

#### 2018
El 28 de febrero, Los Mellizos de Minnesota vencieron a Astros de Houston en un nuevo juego de la pretemporada con marcador de 4-2, donde el criollo Ehire Adrianza aportó lo suyo con el madero. Box score
Los Mellizos de Minnesota se ven obligados a reemplazar a Jorge Polanco como SS titular después de su suspensión. Aquí es por qué Ehire Adrianza debe ser el primero en la fila.
Los planes de los Mellizos de Minnesota 2018 tuvieron un impacto visceral el domingo por la mañana al enterarse de que las pruebas de Jorge Polanco dieron positivo para Stanozolol. El Estanozolol es considerado por MLB como una sustancia que mejora el rendimiento o PED. Eso ha resultado en una suspensión de 80 juegos para Polanco, quien estaba programado para ser el campocorto titular del equipo.
El 6 de marzo de 2018, Ehire Adrianza siguió con su inspirado momento ofensivo y ayudó a la causa ganadora con jornada de 3-2 con anotada y carrera remolcada, mientras que Eduardo Escobar se fue de 2-0. El zurdo Gabriel Moya tuvo relevo de una entrada en blanco con un ponche incluido.Box score
El 27 de marzo de 2018, Ehire Adrianza sabe las opciones que tiene en el infield de Mellizos de Minnesota con la suspensión de Gregory Polanco y no se guardó nada en la exhibición. Sacudió su tercer jonrón de los Spring Training y llegó a 12 remolcadas. Box score
En Venezuela retorna a los Tiburones de La Guaira en cambio por el también infielder Luis Sardiñas.
El 30 de noviembre de 2018, Ehire Adrianza y los Mellizos de Minnesota pactaron por un año 1,3 millones de dólares.
Adrianza, que llegó a los Mellizos vía waivers desde los Cerveceros de Milwaukee el año pasado, apareció en 114 en 2018, la mayor cantidad en su carrera. También estableció marcas personales en turnos (335), anotadas (42), hits (84), dobles (23), jonrones (6) y remolcadas (39), mientras que actuó en todas las posiciones del cuadro interior, a excepción de la receptoría. También actuó en los jardines, algo que nunca había hecho en su carrera, ni siquiera en las Ligas Menores, antes de 2017. Tras el cambio que envió a Eduardo Escobar a los Arizona Diamondbacks a mediados de 2018, Adrianza se convirtió en el principal utility de los Mellizos. El pacto se produjo un día antes de la fecha límite para que los equipos ofrezcan contratos para 2019 a peloteros no firmados miembros del rosters de 40. Adrianza recibió un aumento salarial de 300.000 dólares. El polivalente jugador, de 29 años de edad, será elegible para la agencia libre al finalizar la campaña de 2020.

#### 2019
El 17 de julio de 2019, Ehire Adrianza hizo su debut como lanzador en la derrota de los Mellizos de Minnesota ante los Mets de Nueva York, diferencia de siete carreras en la parte alta de la novena entrada fueron suficientes para que el mánager Rocco Baldelli se decantará en darle descanso a su bullpen. El venezolano tuvo problemas para retirar la entrada en blanco lanzando 21 pitcheos de 62 millas registrado por Statcast y terminó concediendo tres carreras. Boxscore